# Фазирование орбиты
Фазирование орбиты — орбитальный манёвр космического аппарата. Как правило, выполняется в ходе сближения и стыковки двух космических аппаратов, например — корабля и орбитальной станции. Манёвр состоит в изменении аргумента широты космического аппарата посредством изменения орбитального периода. В расчётное время выполняется необходимое число включений двигательной установки корабля. Орбита, на которой производятся эти динамические операции, называется орбитой фазирования.
В качестве примера использования фазирования орбиты можно привести описание манёвра сближения транспортного пилотируемого корабля «Союз» с МКС. Сближение и стыковка осуществляется по двухсуточной схеме. На 3 и 4-м витках корабль, посредством двухимпульсного манёвра дальнего сближения, переводится на орбиту фазирования. Двигаясь по этой орбите, транспортный корабль находится ниже МКС и догоняет станцию; для выполнения сближения и стыковки производятся последующие динамические операции. К ним относятся: одноимпульсный манёвр дальнего сближения (17-18 витки), заключительный манёвр дальнего сближения (30-31 витки), причаливание и стыковка корабля с МКС.